# Александра Саксен-Кобург-Готская
Алекса́ндра Луи́за О́льга Викто́рия Са́ксен-Ко́бург-Го́тская (англ. Alexandra Louise Olga Victoria of Saxe-Coburg and Gotha; нем. Alexandra Louise Olga Victoria von Sachsen-Coburg und Gotha; 1 сентября 1878, замок Розенау, Кобург, Саксен-Кобург — 16 апреля 1942, Швебиш-Халль, Германия) — четвёртый ребёнок и третья дочь Альфреда, герцога Эдинбургского и Саксен-Кобург-Готского, и великой княгини Марии Александровны; внучка императора Александра II и королевы Виктории; супруга князя Эрнста II Гогенлоэ-Лангенбургского.

## Биография

### Ранняя жизнь

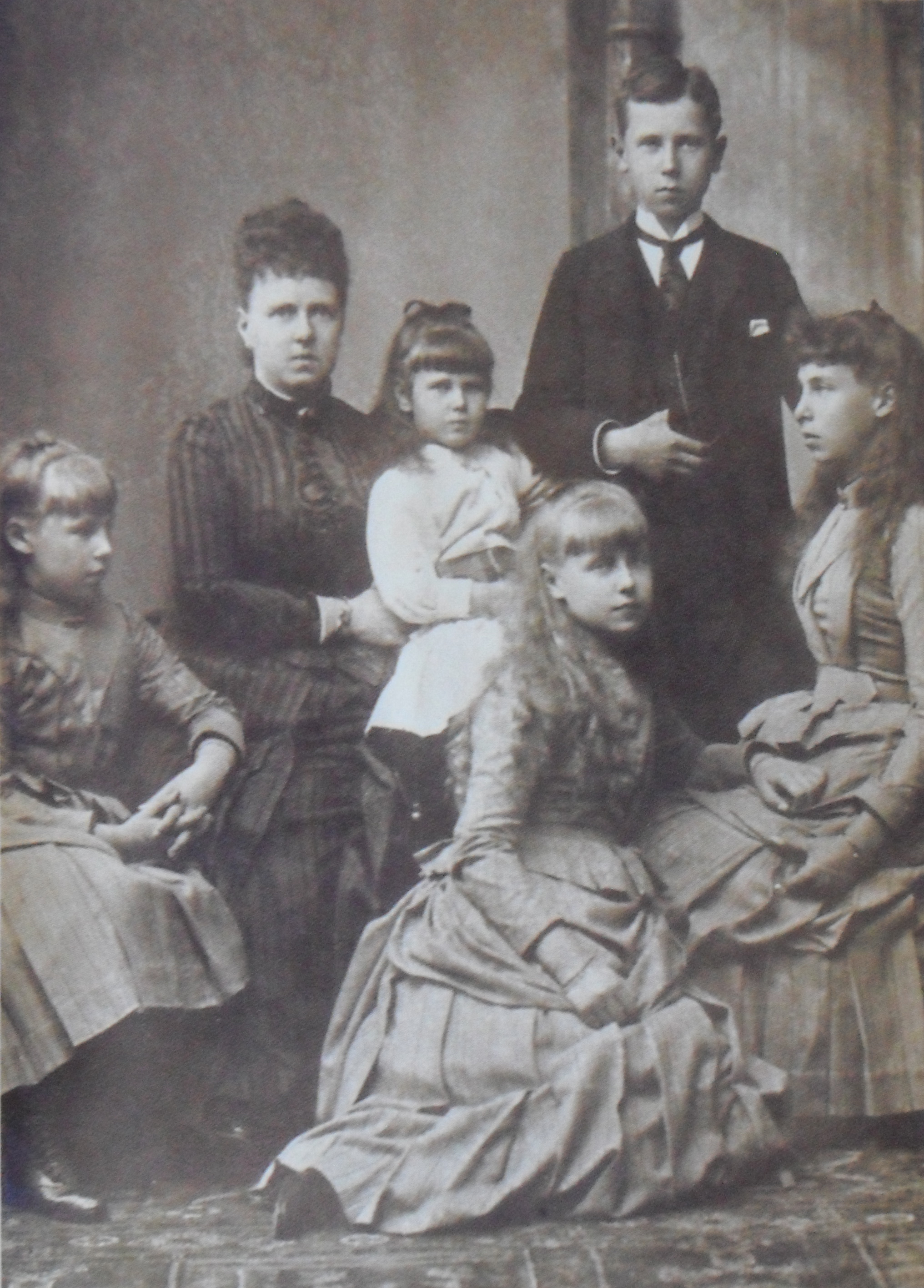
Герцогиня Эдинбургская Мария с детьми

Александра Луиза Ольга Виктория, принцесса Эдинбургская и Саксен-Кобург-Готская, появилась на свет 1 сентября 1878 года. Её родители — принц Альфред, герцог Эдинбургский, и великая княжна Мария Александровна — тогда находились в Германии и проживали в замке Розенау, Кобург, где принцесса и родилась. Её отец был вторым сыном королевы Великобритании Виктории и принца-консорта Альберта-Саксен-Кобург-Готского, а мать — младшая (единственная, достигшая взрослого возраста) дочь российского императора Александра II и Марии Александровны, урождённой принцессы Гессен-Дармштадтской. Как внучка британского монарха, с рождения имела право носить титул «Её Королевское Высочество принцесса Эдинбургская».
Крещение новорождённой состоялось 2 октября 1878 года в Эдинбургском дворце в Кобурге. Одним из восприемников маленькой принцессы был её дядя по линии матери великий князь Алексей Александрович, лично присутствовавший на церемонии. Как и её три сестры и брат, принцесса Александра была крещена в англиканской вере, что очень огорчало её православную мать. В семье была известна как Сандра.
Свои первые годы жизни она провела в Англии, где семья жила в Иствелл-парке, который любила Мария Александровна и отдавала ему предпочтении вместо официальной лондонской резиденции супругов Кларенс-хауса. Герцог Эдинбургский редко бывал дома, постоянно неся службу на флоте. Когда он приезжал домой, то много играл с детьми, придумывая новые развлечения. Все дети изучали французский язык, который ненавидели и редко на нём говорили. В 1886 году герцог Альфред был назначен командующим Средиземноморского флота. Семья переехала на Мальту, где обосновались во дворце Сан-Антон. Во дворце всегда были отведены комнаты для принца Георга Уэльского, будущего короля Георга V, который часто бывал у них и называл своих кузин «три дорогие сестры».
Герцог Эдинбургский стал наследником своего дяди Эрнста II Саксен-Кобург-Готского, так как последний детей не имел. В 1889 году вся семья переехала в Кобург и поселилась в замке Розенау. Мария Александровна наняла дочерям немецкую гувернантку, которая покупала девочкам простую одежду и обучала лютеранской вере. В Кобурге образование молодых принцесс было расширено: им преподавались живопись и музыка; они катались на коньках и играли в хоккей. По четвергам и воскресеньям Александра вместе с сёстрами посещала театр, который все они очень любили.
В 1885 году принцесса Александра была подружкой невесты на свадьбе своей тётки принцессы Беатрисы, выходившей замуж за принца Генриха Баттенберга, а также подружкой невесты на свадьбе принца Георга, герцога Йоркского и Виктории Марии Текской, будущих короля и королевы Великобритании. В 1893 году её отец унаследовал престол герцогства Саксен-Кобург-Готы. Принцесса Александра всегда находилась в тени своих старших сестёр, Марии и Виктории Мелиты, которые славились красотой и обаянием. Александра всегда была более сдержанной и замкнутой.

### Брак и дальнейшая жизнь

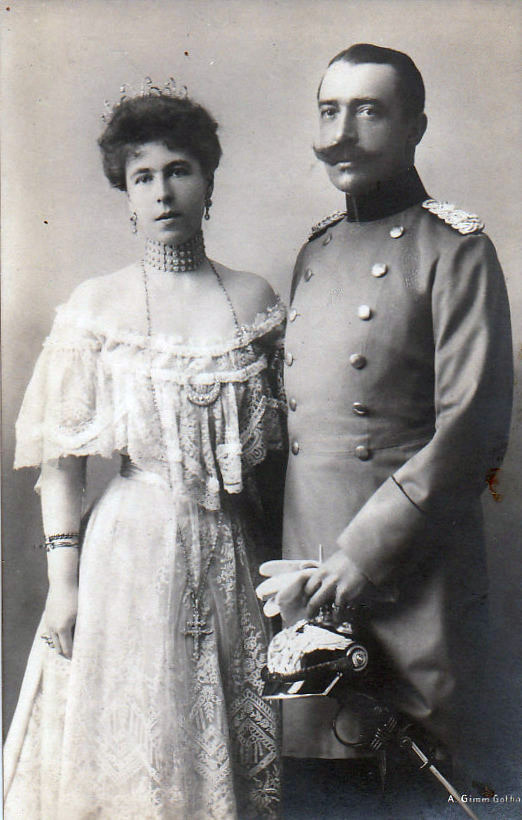
Александра и её муж Эрнст

В 1893 году старшая дочь герцогов Мария вышла замуж за наследника румынского престола кронпринца Фердинанда. В следующем году Виктория Мелита, вторая дочь, вышла замуж за своего кузена Великого герцога Эрнста Людвига Гессенского. Мария Александровна сама искала подходящих с её точки зрения кандидатов для своих дочерей. В конце 1895 года она устроила помолвку Александры и немецкого аристократа Эрнста Гогенлоэ-Лангенбургского, сына и наследника князя Германа Гогенлоэ-Лангенбургского и принцессы Леопольдины Баденской. Против брака выступал отец Александры, считавший будущего зятя ниже Александры по происхождению. Бабушка Эрнста, принцесса Феодора Лейнингенская, была единоутробной сестрой бабушки Александры королевы Виктории. Свадьба состоялась 20 апреля 1896 года в Кобурге. Супруги имели пятерых детей.
Александра после свадьбы прожила в Германии всю оставшуюся жизнь. В 1900 году умер герцог Эдинбургский и Саксен-Кобург-Готский. В его последние дни рядом с ним находились супруга и дочери. Герцогом Саксен-Кобург-Готским стал двоюродный брат Александры принц Карл Эдуард, которому тогда было шестнадцать лет. В течение следующих пяти лет он правил при регентстве мужа Александры — наследного князя Гогенлоэ-Лангенбургского. После достижения совершеннолетия 19 июля 1905 года Карл Эдуард принял все конституционные полномочия главы Саксен-Кобург-Готского государства. Во время Первой мировой войны Александра работала в Красном кресте медсестрой. После Ноябрьской революции в Германии в 1918 году, которая свергла власть немецких династий, Вюртембергское королевство, которое медиатизировало с 1806 года княжество Гогенлоэ, перестало существовать. Эрнст лишился своего места в парламенте Вюртемберга. С этого времени супруги носили номинальный титул князей Гогенлоэ-Лангенбургских. В 1920 году в Цюрихе умерла её мать Мария Александровна.
На тридцать пятую годовщину свадьбы Александры её старший сын женился на греческой принцессе Маргарите, в апреле 1931 года. 1 мая 1937 года Александра вместе с мужем и детьми вступила в Национал-социалистическую немецкую рабочую партию. Она умерла 16 апреля 1942 года в немецком городе Швебиш-Халль. Её супруг ушёл из жизни через восемь лет.

### Дети
От брака с князем Эрнстом II Вильгельмом Фридрихом Карлом Максимилианом Гогенлоэ-Лангенбургский родилось пятеро детей:
- князь Го́тфрид Ге́рман А́льфред Па́уль Максимилиа́н Ви́ктор (24.03.1897—11.05.1960) — князь Гогенлоэ-Лангенбургский после смерти отца; был женат на принцессе Маргари́те Гре́ческой и Да́тской, имели четырёх сыновей и дочь;
- принцесса Мари́я Мели́та Леопольди́на Викто́рия Феодо́ра Алекса́ндра Софи́я (18.01.1899—08.11.1967) — вышла замуж за Вильге́льма Фри́дриха, герцога Шлезви́г-Гольште́йнского, имели трёх сыновей и дочь;
- принцесса Алекса́ндра Беатри́са Леопольди́на (2.04.1901—26.10.1963) — замуж не выходила;
- принцесса И́рма Еле́на (04.08.1902—08.03.1986) — замуж не выходила;
- принц А́льфред (16.04.1911—18.04.1911) — умер через два дня после рождения.